# Dückerscher Hof
Der Dückersche Hof ist ein großer Profanbau aus dem 17. Jahrhundert in der Altstadt von Arnsberg. Im Lauf der Jahrhunderte wurde er unterschiedlich genutzt. Er steht an der Stelle weit älterer Bauten und hat Teile von ihnen integriert.

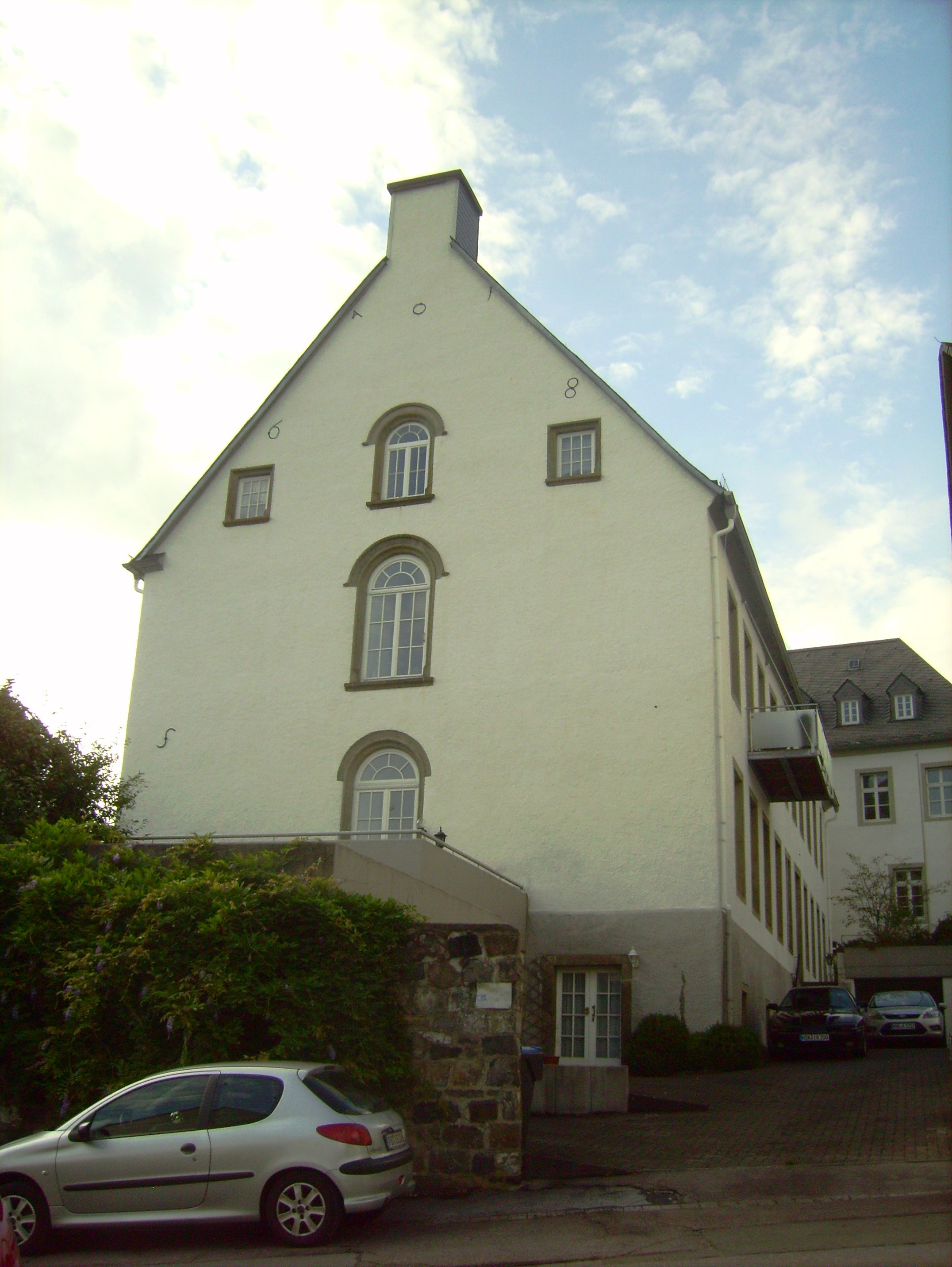
Giebelansicht

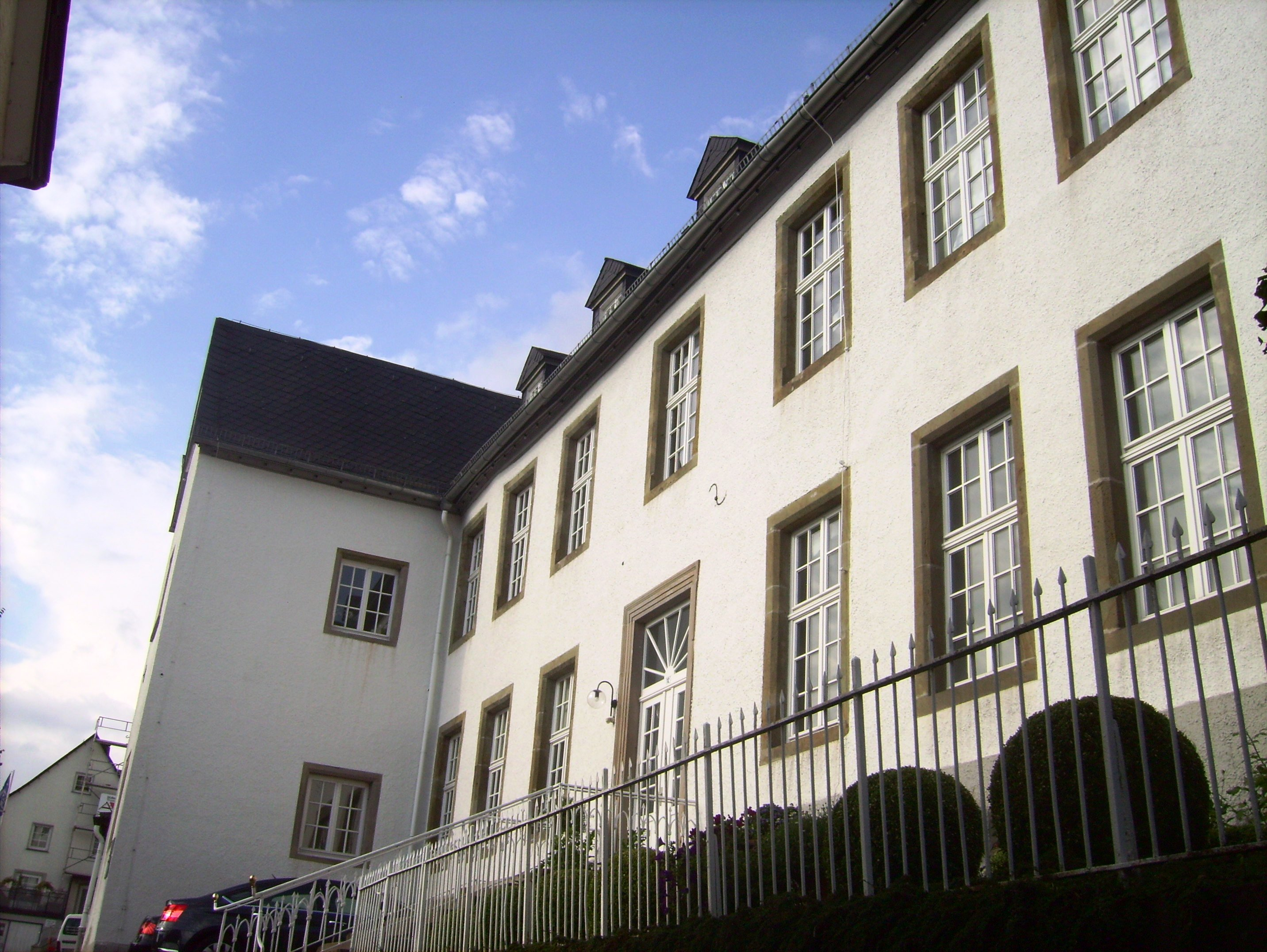
Vorderfront mit Steinwerk

## Lage
Der Bau befindet sich an der Schlossstraße in der Nähe des ehemaligen Stadttors des Glockenturmes direkt neben der ehemaligen Jesuitenniederlassung. Beide Gebäude liegen nicht direkt an der Straße, sondern auf einem von einer Bruchsteinmauer gestütztem Plateau deutlich über dem Straßenniveau.

## Vorgängerbauten
An der Stelle standen schon seit dem Mittelalter Gebäude. Möglicherweise befand sich dort bereits seit dem 12. Jahrhundert ein Burgmannshof. Reste eines Vorgängerhauses im gotischen Stil könnte der turmartig vorspringende Anbau an der westlichen Traufseite des Hauptgebäudes sein. Auch dieses Vorgängergebäude bestand im Unterschied zu den dominierenden Fachwerkhäusern der Stadt bereits aus Stein. In einer alten Stadtansicht wird dieser Anbau mit einem typischen gotischen Stufengiebel dargestellt. Der Anbau wird als Steinwerk gedeutet, dies waren im Mittelalter und der frühen Neuzeit massive Steinbauten, die als Wohn-, Lager- oder Fluchtraum dienten. Dieses Steinwerk gehörte zu dem Vorgängerbau, in den Urkunden  "Altes Haus" genannt. Die Erbauung lag lange vor 1600. möglicherweise noch im 15. Jahrhundert.
Wahrscheinlich war der Vorgängerbau ein Burgmannshaus, das im Besitz der Familie von Hanxleden genannt Bock gewesen war. Das Haus war schon im 15. Jahrhundert im Besitz dieser Familie. Godert von Hanxleden war von 1489 bis 1494 kurfürstlicher Oberkellner. Nachdem sich der Schwerpunkt der Familie verlagert hatte, wurde das Gebäude verkauft. Zeitweise war es im Besitz des Johann Melchior von Meschede.

## Heutiger Bau
Bauherr des jetzigen Baus war der kurfürstliche Oberkellner Hermann Dücker (1591 bis 1670). Lange Zeit wurde angenommen, dass der Bau 1652 erst erfolgt ist, nachdem Dücker unter Druck das Gut Obereimer an den Kurfürsten Maximilian Heinrich von Bayern verkaufen musste. Dies lässt sich nicht mehr halten. Das Haus wurde mit großer Wahrscheinlichkeit bereits 1627 erbaut. Dücker hat die nötigen Parzellen mit den Vorgängerbauten bereits 1625 erworben. Danach wurden die alten Gebäude mit Ausnahme des Steinwerks abgerissen. Dieser Teil des Gesamtkomplexes ist nicht unterkellert und weist Kreuzgewölbedecken auf. Die Kellergewölbe des alten Hauses wurden weiter genutzt.
Auch die folgenden drei Generationen standen als Oberkellner, also als oberste Finanzbeamte des Herzogtums Westfalen, im Staatsdienst. Das Kloster Wedinghausen erwarb das Gebäude, weil es an einem Residenzgebäude in der Stadt interessiert war, was in Kriegszeiten von Vorteil war. Über den Besitz gab es Streit zwischen dem Kloster und Angehörigen der Familie Dücker. Der Streit ging bis zum Reichskammergericht. Schließlich einigte man sich auf einen Vergleich. Seit 1701 war das Gebäude dann Lehen des Klosters Wedinghausen, es wurde aber dem Oberkellner und seinen Nachkommen als Mannlehen aufgetragen. In Kriegszeiten waren die Dücker verpflichtet, den Konvent aufzunehmen. Bis 1803 blieb das Haus Lehnsgut des Klosters. Zum Haus gehörte auch ein großer Garten und Nebengebäude. Darunter war auch die Reitschule.
Nach dem großen Stadtbrand von 1709 diente das Gebäude bis zum Wiederaufbau des Rathauses als Ersatz. Auch der Landtag des Herzogtums tagte dort. Dies geschah ein zweites Mal auch noch 1721. Von Vorteil war, dass der Hof über zwei große Säle für die Beratungen der beiden Stände verfügte. Zeitweise war auch das Landständearchiv dort untergebracht. Während am Arnsberger Schloss gebaut wurde, verbrachte Kurfürst Clemens August von Bayern seinen ersten Besuch in seiner Residenzstadt im Dückerschen Hof.
Auch nach dem Tod des letzten Oberkellners aus dem Haus Dücker im Jahr 1738 war das Gebäude repräsentativer Wohnsitz hoher kurfürstlicher Beamter. Darunter war zuletzt Reiner Joseph Esser. Nach dem Übergang des Herzogtums Westfalen an Hessen-Darmstadt wurde das Gebäude 1803 der hessischen Organisationskommission übereignet. In preußischer Zeit bestimmte König Friedrich Wilhelm IV. im Jahr 1856, dass das Anwesen der Stadt zur Einrichtung eines Krankenhauses verkauft werden sollte. Nachdem das Marienhospital am damaligen Stadtrand gebaut wurde, diente das Haus bis 1976 als Altersheim. In den 1980er Jahren wurde es von einer Eigentümergemeinschaft erworben und zu Wohnzwecken umgestaltet.

## Bedeutung
Das Gebäude wird in allen Stadtansichten der frühen Neuzeit hervorgehoben. Bei der Stadtbeschreibung von Rudolf von Essl wird es neben dem Landsberger Hof als bemerkenswerter neuer Bau beschrieben. Der neue Adelshof hatte damals einen Wert von 3000 Reichstalern. Der Bau steht seit 1983 unter Denkmalschutz.